# فرانك إم. كاربنتر
فرانك إم. كاربنتر (بالإنجليزية: Frank M. Carpenter)‏ هو عالم حشرات وعالم حيوانات أمريكي، ولد في 6 سبتمبر 1902 في بوسطن في الولايات المتحدة، وتوفي في 6 أكتوبر 1994 في ليكسينغتون في الولايات المتحدة.